# Tubabao
Tubabao est une île au large de la pointe sud-est de l'île de Samar. C'est l'une des îles comprenant la ville de Guiuan dans la province de Eastern Samar, dans le centre-est des Philippines. L'île est située près du centre de la ville.

## Réfugiés de Russie
Tubabao a été utilisé par l'Organisation internationale des réfugiés (IRO) en 1949 et 1950 pour offrir un refuge temporaire à 5 000 réfugiés russes fuyant la Chine.
Les Russes étaient des survivants de la révolution russe de 1917 et de la guerre civile russe de 1919-1920, lorsque l'autocratie tsariste a été renversé par les socialistes. Certains Russes ont réussi à s'échapper et se sont réfugiés dans des pays étrangers.
Beaucoup d'entre eux se sont installés en Chine, notamment à Harbin et Shanghai. La plupart de ces réfugiés ont survécu à la Seconde Guerre mondiale, mais les communistes ont pris le pouvoir en Chine et l'ORI a donc demandé à tous les pays du monde de fournir un hébergement aux Russes. Les Philippines se sont portées volontaires et ont offert l'île de Tubabao.
Les réfugiés russes ont ensuite été autorisés à séjourner aux États-Unis, en Australie, au Canada et dans des pays d'Amérique du Sud. La plupart des réfugiés sont devenus citoyens des pays dans lesquels ils se sont installés.